# Rütterberg-Nord
Koordinaten: 51° 38′ 58″ N, 6° 54′ 52″ O
Das Naturschutzgebiet Rütterberg-Nord liegt auf dem Gebiet der Stadt Dorsten im Kreis Recklinghausen in Nordrhein-Westfalen.
Das Gebiet erstreckt sich südwestlich der Kernstadt von Dorsten und südlich des Dorstener Stadtteils Östrich. Am nördlichen Rand des Gebietes verläuft die Landesstraße L 463, östlich die A 31, südlich die Kreisstraße K 24 und westlich die L 104. Südlich erstreckt sich das etwa 78,1 ha große Naturschutzgebiet Postwegmoore (RE-008).

## Bedeutung
Das etwa 26,4 ha große Gebiet wurde im Jahr 1983 unter der Schlüsselnummer RE-010 unter Naturschutz gestellt. Schutzziele sind 
- der Erhalt und die Entwicklung eines reich strukturierten Abgrabungssystems mit Sandtrockenrasen, trockener und feuchter Heide, extensiv genutztem Grünland, Gewässern, Röhrichten und naturnahen Waldbeständen sowie
- der Erhalt und die Entwicklung eines naturnahen Bachs und begleitendem Erlenwald.[3]